# Canneto (Postiglione)
Canneto è una frazione di Postiglione, in provincia di Salerno. Situata a 256 m s.l.m. ha 118
abitanti (2001). Il piccolo abitato  si sviluppa lungo la Strada Regionale 488 di Roccadaspide ed è l'unico centro urbano fra Serre e Controne.